# Gare de Kichompré
La gare de Kichompré était une gare ferroviaire française de la ligne de Laveline-devant-Bruyères à Gérardmer, située à Kichompré sur le territoire de la commune de Gérardmer dans le département des Vosges en Lorraine.
Elle est mise en service en 1878 par la compagnie des chemins de fer des Vosges, avant de devenir une gare de la Compagnie des chemins de fer de l'Est en 1883. Elle est fermée entre 1945 et 1988 par la Société nationale des chemins de fer français (SNCF).

## Situation ferroviaire
Établie à 626 mètres d'altitude, la gare de Kichompré est située au point kilométrique (PK) 14,9 de la ligne de Laveline-devant-Bruyères à Gérardmer (non exploitée), entre les gares voyageurs fermées de Granges et de Gérardmer.
Avant sa fermeture elle était devenue une simple halte de pleine voie.

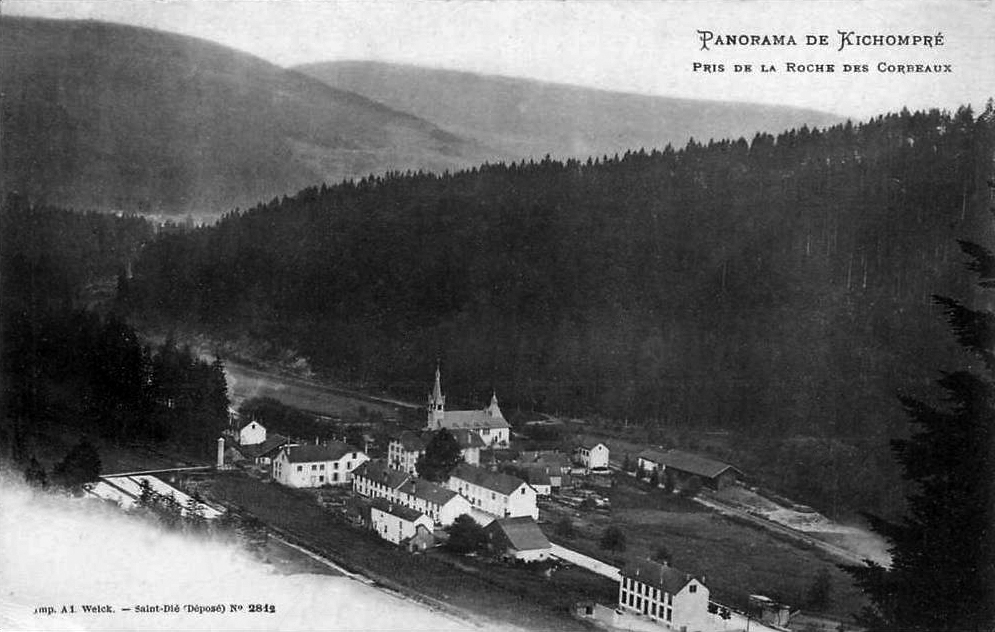
Panorama du village vers 1900, la gare est sur la droite avant l'église.

## Histoire
La « gare de Kichompré » est mise en service le 29 juin 1878 par la compagnie des chemins de fer des Vosges lorsqu'elle ouvre à l'exploitation la section de Granges à Gérardmer. Elle dessert un village qui compte quelques usines, dans l'une on produit de la « toile des vosges », et un hôtel est à côté des installations ferroviaire.
Au début des années 1900, la gare possède un bâtiment voyageurs avec un étage, une halle à marchandises et une voie de débord (voir photo dans l'infobox).
En 1961 elle est devenue une simple halte, elle est fermée après 1945 et avant 1988.

## Service des voyageurs
La gare est fermée depuis 1988. La gare ouverte la plus proche où circule encore des trains entre Saint-Dié et Arches est désormais celle de Bruyères située à 19 km.